# Hail Mary (сингл Тупака Шакура)
«Hail Mary» — третій, останній сингл з п'ятого студійного альбому американського репера Тупака Шакура The Don Killuminati: The 7 Day Theory. Також містить куплети Kastro, Young Noble, Які Кадафі й Prince Ital Joe. Назва є покликанням на «Ave Maria». Трек потрапив до компіляції Greatest Hits (1998), а рок-ремікс — до Nu-Mixx Klazzics (2003). У відеокліпі не знявся жоден виконавець.

## Продакшн
Пісню завершили за 1 год: 15 хв — написання, приблизно 5 хв — складання докупи. Hurt-М-Badd створив біт за 20-30 хв. «Outlawz on a paper chase, can you relate?…» мав спершу стати гуком, однак 2Pac вирішив вставити його наприкінці.

## Додаткові відомості
У 2000 Доктор Дре й Снуп Доґґ виконали пісню під час Up in Smoke Tour. Вони також ушанували Тупака зігравши ще 2 композиції. 15 квітня 2012 голограма Шакура та Снуп виконали трек на фестивалі Коачелла. Як вислід того тижня трек завантажили 13 тис. разів (збільшення продажу у 1530%).
Трек звучить у фільмі «Baby Boy», де сам Шакур мав зіграти головну роль. Стрічка вийшла у 2001. Джон Сінґлтон замінив його Тайрізом Ґібсоном. У кімнаті головного героя Джоді також можна побачити фото Тупака.

## Кавер-версії та ремікси
У 2001 Джа Рул переробив «Pain» Шакура, назвавши її «So Much Pain» і залишивши другий куплет Тупака з оригіналу. У 2003 50 Cent, Eminem та Busta Rhymes записали ремікс «Hail Mary», де зокрема задисили Рула за копіювання ним Тупака.
Джей Коул вставив приспів «Hail Mary» до треку «Enchanted» з мікстейпу Friday Night Lights. R&B-співачка Monica засемплувала її у «U Deserve» зі своєї платівки All Eyez on Me (2002). У 2011 Lil Wayne виконав кавер-версію на MTV Unplugged.

## Список пісень
12" (США)
1. «Hail Mary» (radio extended) — 5:11
2. «Hail Mary» (radio edit) — 4:38
3. «Hail Mary» (instrumental) — 5:05

12", CD (Велика Британія)
1. «Hail Mary» (album version) — 4:38
2. «Hail Mary» (radio edit) — 4:38
3. «Life of an Outlaw» — 4:55
4. «Hail Mary» (instrumental) — 5:05

## Чартові позиції
| Чарт (1996)     | Найвища позиція |
| --------------- | --------------- |
| Велика Британія | 43              |

## Учасники
- Продюсер: Hurt-M-Badd
- Звукорежисер: Томмі Д. Догерті
- Помічник звукорежисера: Ленс Пір